# Basement

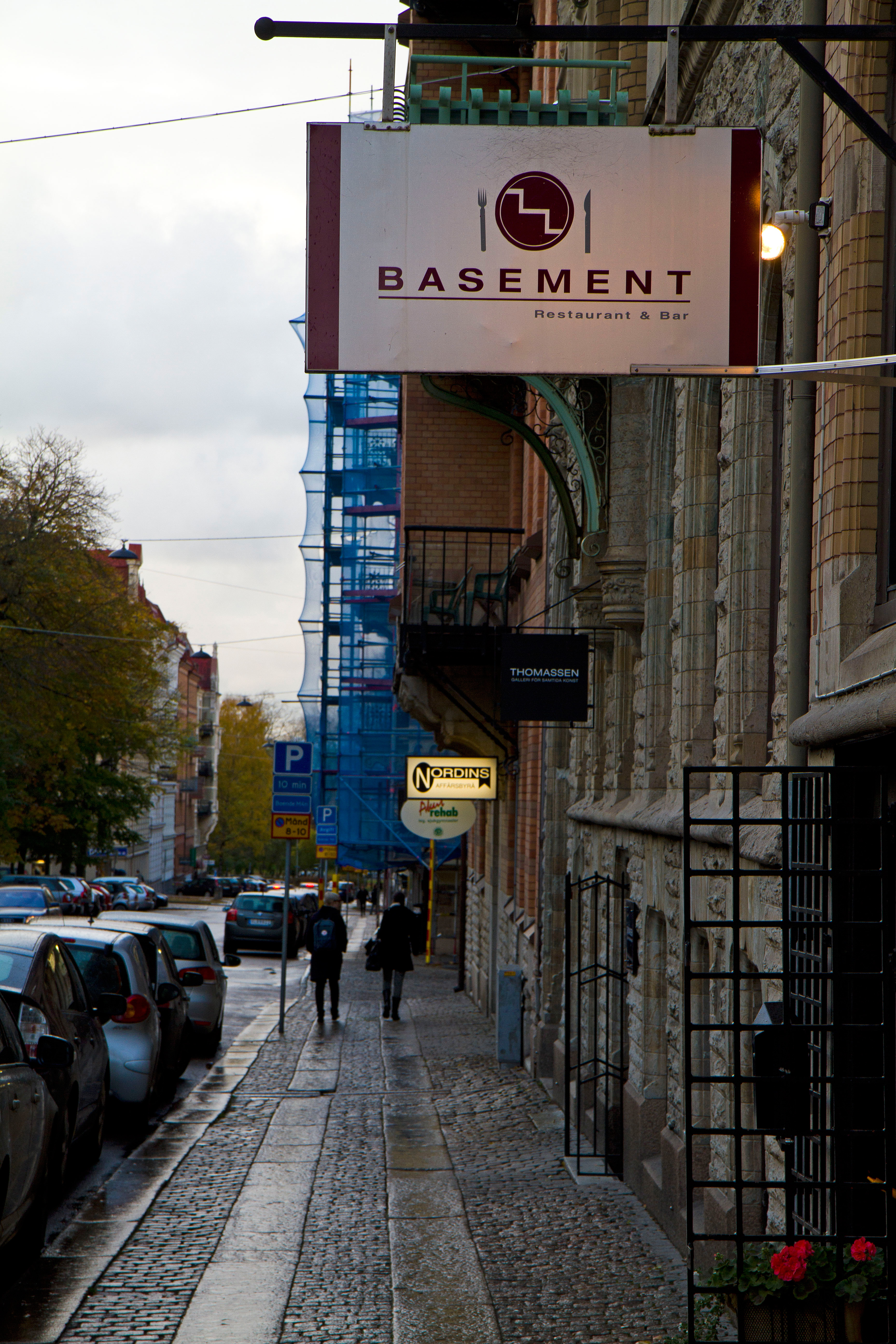
Restaurang Basement

Basement var en restaurang på Götabergsgatan i Göteborg. Köksmästare var Camilla Parkner.
Basement fick en stjärna i Michelinguiden 2004. Som en anpassning till ekonomiskt svårare tider genomförde restaurangen 2009 förändringar som gjorde att krögaren Ulf Wagner befarade att de skulle tappa sin Michelin-stjärna, men man behöll den i 2009 års utgåva.
Restaurangen lade ner sin verksamhet den 18 februari 2012.